# Sisyrinchium campestre
Sisyrinchium campestre är en irisväxtart som beskrevs av Eugene Pintard Bicknell. Sisyrinchium campestre ingår i släktet gräsliljor, och familjen irisväxter. Inga underarter finns listade i Catalogue of Life.

## Bildgalleri

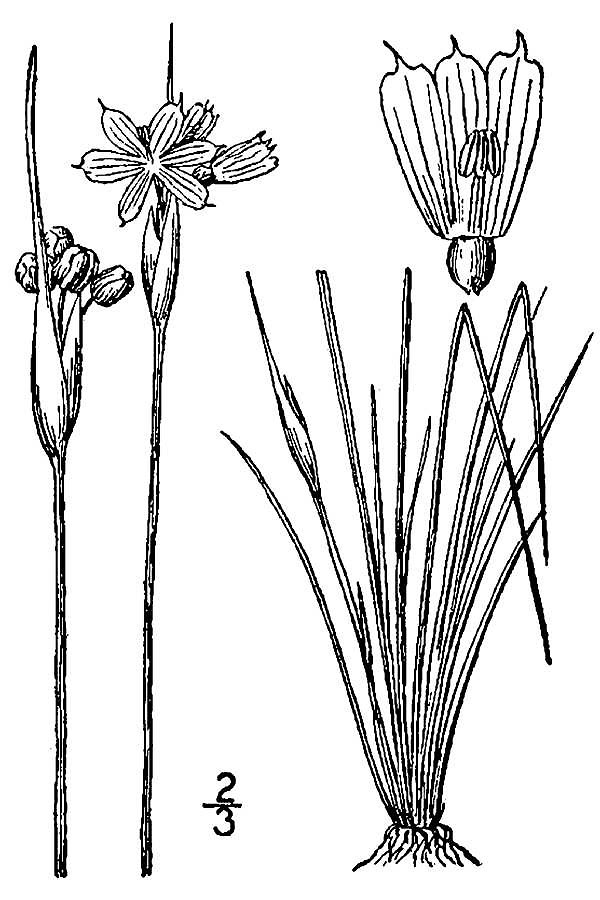